# Sông Cái Tàu
Sông Cái Tàu (tên khác: Rạch Tiểu Dừa) là một con sông thuộc huyện U Minh, tỉnh Cà Mau, bắt nguồn từ con Sông Trẹm (địa phận Tắc Thủ) chạy dài đến ngã tư rạch Tiểu Dừa tiếp giáp xã Vân Khánh Tây, huyện An Minh, tỉnh Kiên Giang rồi đổ ra Vịnh Thái Lan. Sông có chiều dài 42 km, chảy qua các xã Khánh An, Nguyễn Phích, thị trấn U Minh, Khánh Hòa, Khánh Thuận và điểm cuối là Khánh Tiến.
Nơi bắt đầu con sông là ngã ba nên có tên gọi là ngã ba Cái Tàu. Cửa sông hay gọi là vàm (vàm Cái Tàu). Vàm có nhiều người dân sinh sống đông đúc gọi là xóm Cái Tàu; từ xóm người ta lập ra chợ gọi là chợ Cái Tàu,... các địa danh mang tên Cái Tàu vẫn tồn tại cho đến ngày nay.
Sông Cái Tàu mùa mưa có 3 màu nước:
- Đầu con sông khu vực Khánh An đến Nguyễn Phích có nước trong xanh do vùng đất thuộc đa số trồng lúa.
- Đoạn giữa từ khu vực Nguyễn Phích tiếp giáp thị trấn U Minh đến Khánh Thuận có màu nước đỏ đặc trưng, do lá tràm rụng xuống phân huỷ.
- Đoạn cuối đổ ra Vịnh Thái Lan nước có màu vàng, vì vùng đất mới còn nhiều phèn mặn.[1]

Sông Cái Tàu là nơi lưu lại nhiều dấu tích của lưu dân thời kỳ khai phá đất rừng U Minh. Đặc biệt trong những năm kháng chiến chống giặc ngoại xâm, quân và dân ta đã làm nên nhiều chiến công oanh liệt. Trong đó có cuộc nổi dậy chống giặc Pháp của hai anh em Đỗ Thừa Luông, Đỗ Thừa Tự vào cuối thế kỷ 19 và nhiều trận chiến nhận chìm tàu giặc trên sông Cái Tàu trong những năm chống Mỹ.